# توني أودود
توني أودود (بالإنجليزية: Tony O'Dowd)‏ هو لاعب كرة قدم أيرلندي، ولد في 6 يوليو 1970 في دبلن في جمهورية أيرلندا. شارك مع منتخب جمهورية أيرلندا تحت 21 سنة لكرة القدم. أما مع النوادي، فقد لعب مع باتريك أتلتيك ودرودا يونايتد وديري سيتي وليدز يونايتد ونادي شامروك روفرز ونادي شيلبورن.